# Adult Oriented Rock
Als Adult Oriented Rock (AOR) wird Rockmusik mit einer stark kommerziellen Ausrichtung bezeichnet, die in den frühen 1980er Jahren ihre Hochphase hatte. Verwendet werden für AOR unter anderem auch die Begriffe Mainstream Rock, Melodic Rock, Arena-Rock oder Stadion-Rock.

## Definition
Unter AOR als Musikgenre verstehen Musikjournalisten im Allgemeinen keyboardlastige, auskomponierte Rockmusik mit professionellem Gesang und ausgefeilter Produktion, die sich durch eine starke kommerzielle Ausrichtung und einen hohen Grad an Eingängigkeit auszeichnet. Die Songs haben meist eine positive Grundstimmung und eignen sich aufgrund der markanten und hymnenartigen Refrains oft zum Mitsingen. Eine wichtige Rolle spielen dabei pathetische Rock-Balladen („Power-Balladen“), die nicht selten zu den kommerziell erfolgreichsten Songs von AOR-Bands gehören (z. B. I Want to Know What Love Is von Foreigner oder Don’t Stop Believin’ von Journey). AOR-Bands konnten vor allem in den 1980er Jahren große kommerzielle Erfolge feiern und produzierten enorm viele Hits, die bis heute regelmäßig im Radio gespielt werden (siehe Bekannte Songs).

## Geschichte
Der Begriff AOR wurde erstmals Ende der 1970er Jahre in den Vereinigten Staaten für Musik verwendet, die typische Hard-Rock-Elemente mit anspruchsvoller Popmusik mischte. Als stilistische Vorreiter für die Musikrichtung AOR gelten vor allem Softrock-Bands wie die Eagles, Fleetwood Mac oder America, die den harmonischen Westcoast-Sound von Bands wie Jefferson Airplane und Crosby, Stills, Nash & Young in eingängige und Radio-taugliche Rocksongs gossen. Als eines der ersten AOR-Alben wird im Allgemeinen oft das selbstbetitelte Debüt der US-amerikanischen Band Boston zitiert, welches den Welt-Hit More Than a Feeling enthält und sich 17 Millionen Mal verkaufte.
AOR war stark nordamerikanisch geprägt: Die wichtigsten Bands des Genres wie zum Beispiel Journey, Foreigner, Toto, REO Speedwagon, Styx oder Survivor stammten aus den USA, erfolgreichster Vertreter aus Kanada war Bryan Adams. Auch aus England stammen einige namhafte AOR-Bands wie Asia oder Magnum. Aufgrund des großen kommerziellen Erfolgs näherten sich auch Hard-Rock-Bands wie Aerosmith, Van Halen, ZZ Top, Nazareth (mit ihrem letzten Welthit Dream On), Slade (mit My Oh My) oder Rainbow im Laufe der 1980er Jahre an den Keyboard-lastigen AOR-Sound an.
AOR als kommerzieller Vertreter der Rockmusik spielte oft eine bedeutende Rolle in der Filmmusikbranche, nicht zuletzt durch die erfolgreichen Lieder Eye of the Tiger und Burning Heart der amerikanischen Band Survivor, die in den populären Rocky-Filmen mit Sylvester Stallone in der Hauptrolle zu hören sind.
Ende der 1980er Jahre befand sich das Genre im Niedergang: Zwar gab es eine zweite Welle melodisch geprägter Rockbands wie Winger, Giant oder Mr. Big, den Ton gaben aber mittlerweile Sleaze-Rock-Bands wie Guns n’ Roses an, die wieder einen roheren Sound pflegten und im Gegensatz zu den eher „braven“ AOR-Bands das klassische Credo von „Sex, Drugs & Rock ’n’ Roll“ propagierten. Mit dem Aufkommen von Grunge Anfang der 90er Jahre war die Hochphase von AOR endgültig vorbei.
Frankie Sullivan, Gitarrist von Survivor, fasste AOR aus seiner Sicht so zusammen: „In den Siebzigern standen die Musiker im Vordergrund – lange Soli und Jam-Sessions bestimmten das Bühnengeschehen. In den Achtzigern rückte dann der Song etwas mehr ins Blickfeld. Gute Musiker gab es zwar immer noch, aber die Leute wollten Songs hören, die quasi den Soundtrack zu ihrem Leben bildeten. Von 1983 bis 1988 war es eine echte Freude, Radio zu hören.“

## Bekannte Alben (chronologisch)
- Boston – Boston (1976)
- Heart – Dreamboat Annie (1977)
- Styx – Cornerstone (1979)
- REO Speedwagon – Hi Infidelity (1980)
- Journey – Escape (1981)
- Survivor – Eye of the Tiger (1982)
- Toto – IV (1982)
- Asia – Asia (1982)
- Bryan Adams – Reckless (1984)
- Autograph – Sign in Please (1984, feat. Steve Lynch)
- Bon Jovi – Bon Jovi (1984)
- REO Speedwagon – Wheels Are Turnin’ (1984)
- Foreigner – Agent Provocateur (1984)
- Giuffria – Silk & Steel (1986, feat. Gregg Giuffria)
- Dare – Out of the Silence (1988)
- Prophet - Cycle of the Moon (1988)
- Giant – Last of the Runaways (1989, feat. Dann Huff)
- Fighter – The Waiting (1991)
- Atlantic – Power (1994)

## Bekannte Songs (chronologisch)
- Boston – More Than a Feeling (1976)
- Foreigner – Cold as Ice (1977)
- Toto – Hold the Line (1978)
- Journey – Wheel in the Sky (1978)
- Styx – Boat on the River (1979)
- REO Speedwagon – Keep On Loving You (1980)
- Journey – Don’t Stop Believin’ (1981)
- Foreigner – Urgent (1981)
- Toto – Africa (1982)
- Asia – Heat of the Moment (1982)
- Survivor – Eye of the Tiger (1982)
- Bon Jovi – Runaway (1984)
- Robin Beck – First Time (1988)
- Prophet – Sound Of A Breaking Heart (1988)